# ルーンマスター
『ルーンマスター』は、バンダイから発売される予定だったファミリーコンピュータ用RPG。
作品全体の監修を堀井雄二が担当し、宮岡寛が関わり、プロデューサーは橋本名人、音楽は門倉聡。「剣と魔法のファンタジー」という点で「ドラゴンクエストシリーズ」を受け継ぎ、ダンジョンの冒険に主眼が置かれている。